# Collomia mazama
Collomia mazama är en blågullsväxtart som beskrevs av Frederick Vernon Coville. Collomia mazama ingår i släktet limfrön, och familjen blågullsväxter. Inga underarter finns listade i Catalogue of Life.